# Nagyemőke
Nagyemőke (szlovákul: Veľké Janíkovce) Nyitra városrésze, egykor önálló falu Szlovákiában, a Nyitrai kerületben, a Nyitrai járásban.

## Fekvése
Nyitra központjától 4 km-re, délkeletre fekszik.

## Története
1113-ban a zobori kolostor birtokösszeírása "Emna" néven említi először. Birtokosai a Török, Kereskényi, Radovics, majd a Szemere család voltak.
1291-ben Emoke-i Zebeslaus fia Péter fogott bíró szerepel a Ludan nembeli nemesek Csitár nevű birtoka körüli pereskedésben.
1337. január 1-jén a nyitrai káptalan előtt Berencs birtok ügyében egyezségre léptek, melyben Emeyke-i Deseu, mint fogott bíró szerepelt. 1427-ben a Födémesi családbeliek fizették ki özv. Checheni Katalin itteni hitbérét. 1526. február 2-án Monosthor-i Zalay János királyi ember Mátyás, Dwbnicz-i pap, a nyitrai egyház Szent Ilona oltárának igazgatója káptalani ember jelenlétében Naghemeke birtokon végre akarta hajtani a Medwes Farkas pesti polgár javára Emeke-i Zobonya Imrével szemben hozott ítéletet, de Babyndal-i Mátyás Salgo-i Mihály nevében visszaűzte őket az ítélet végrehajtásától. 1575-ben nyitraivánkai Illicinus Máté zálogba vette nemeskürti Baka Bálint nagyemőkei jobbágytelkét és az elődi prediális birtokait.
Az 1613-as pozsonyi országgyűlésen felhozták, hogy egy processziót nem engedélyeztek a faluban. 1641-ben az esztergomi törökök portyázása fenyegette a települést, Pogrányt és Nyitrát is. Az 1664-es török adóösszeírás 102 fejadófizető személyt említ 73 háztartásban. Benyovszky Mátyás, Esterházy Pál nádor titkára többek között Nagyemőkén is szerzett nádori adományban nemesi birtokot: 1687-ben Sárkány János magvaszakadása, 1691-ben pedig Csuthy István magvaszakadása folytán. Az említett birtokok halála után ismét a kincstárra szálltak.
Plébániáját 1716-ban alapították. 1739-ben pestis pusztított a faluban, melyben 40 helyi lakos hunyt el.
Vályi András szerint: "Nagy Emőke. Janikovtze. Elegyes magyar, és tót falu Nyitra Vármegyében, birtokosai Dezső, és más Urak, lakosai katolikusok, régi Plébánia, ’s az Esztergomi Megyébe tartozandó, fekszik Nyitrától 3/4. mértföldnyire. Igen győnyörű a’ környéke; alól a’ szép Nyitra vőlgye, a’ halmon fekszik maga a’ Helység, ’s a’ szántó földek, fellyebb vagynak a’ szőlök ’s a’ legelő, a’ halom tetején pedig az erdők, szőleje termékeny, földgye, réttye első osztálybéli, legelője tágas, malma alkalmatos, és piatzozása is közel, első Osztálybéli."
Fényes Elek szerint: "Nagy-Emőke, (Janikovecz), Nyitra vm. vegyes magyar- tót falu, Nyitrához 1/2 órányira: 913 kath., 126 zsidó lak. Kath. paroch. templommal, synagógával. Határa róna igen s termékeny; különösen réte sok és jó is. F. u. több közbirtokosok."
Nyitra vármegye monográfiája szerint: "Nagy-Emőke, Nyitrától délkeletre, 8 kilométerre fekvő község, 1059 lakossal, kik közt 391 magyar, 79 német, 588 tót; vallásra nézve túlnyomóan róm. kath. (88 izraelita). A tót nyelvet az 1849 óta bevándorolt cselédség terjesztette el, de ezek is megtanulnak magyarul s az egész helység visszamagyarosodása a közel jövőben remélhető. Postája van, táviró- és vasúti állomása Nyitra. Kath. templomának építési ideje ismeretlen. Annyi bizonyos, hogy 1700 előtt már fennállott és hogy plébániája már 1397 előtt volt. A templomban egy miseruhát őriznek, melyet Mária Terézia ajándékozott az egyházközségnek és egy értékes, zománczozott ezüst kelyhet 1766-ból, amely Rapcsek Endre volt emőkei plébános és szepesi kanonok adománya. A községben az izraelitáknak is van imaházuk. A falu a XII. század elején a zobori apátság és a nyitrai káptalan birtoka volt, de azután gyakran cserélt gazdát. Két ízben tűzvész pusztította el teljesen, még pedig 1830-ban és 1872-ben. Van itt egy mezőgazdasági szeszgyár is. Jelenleg Szemere Györgynek és a Markhot családnak van a határban nagyobb birtoka."
Több nemesi birtokos család lakott a településen; a legjelentősebbek a nagyemőkei Deseő, a rohodi és nagyemőkei Rohody, és a galánthai Balogh családok voltak. Rajtuk kívül jelentősebb szerepet is játszott a tekintélyes kisnemesi chrenóczi Chrenóczy család is. Chrenóczi Chrenóczy István (1753-†?), nagyemőkei birtokos, és nemes Simoncsics Johanna gyermekeiben kihalt a családjuk: közülök, chrenóczi Chrenóczy Klára (1788-†?), nemes Nagy Antal, városbíró felesége, és chrenóczi Chrenóczy Johanna (1790-1853), akinek az első férje, vajki Vass József (1783-1817), nagyemőkei birtokos, és a második nemes Horváth Pál lett.
A trianoni diktátumig Nyitra vármegye Nyitrai járásához tartozott. 1927. január 16-án felszentelték a kétosztályos népiskola új épületét. Az 1930-as években a kommunista pártnak nagy támogatottsága volt a községben. 1936. május 30-án nagy jégeső károsította meg Nyitrát, valamint Alsó- és Felsőköröskény, Berencs, Cabajcsápor, Csekej, Nagyemőke, Nagycétény, Nyitracsehi, Nyitraegerszeg, Salgó, Tormos, Ürmény, Üzbég, Vicsáp és Apáti, illetve Zobordarázs falvakat. Az első bécsi döntést követően a Prajza-féle Nyitra-Nagycétény közti autóbuszjárat teljesen megszűnt. 1976 óta Nyitra része.

## Népessége
A falu elszlovákosodása a 18. században kezdődött. A betelepülő szláv népesség azután nagyrészt magába olvasztotta magyar lakosságát. 
1880-ban 905 lakosából 517 szlovák, 288 magyar, 63 német anyanyelvű és 37 csecsemő; ebből 811 római katolikus, 77 zsidó, 12 evangélikus és 5 református vallású volt.
1890-ben 1059 lakosából 588 szlovák, 391 magyar, 79 német és 1 egyéb anyanyelvű volt.
1900-ban 1120 lakosából 774 szlovák, 295 magyar, 50 német és 1 egyéb anyanyelvű volt.
1910-ben 1140 lakosából 789 szlovák, 321 magyar és 30 német anyanyelvű volt.
1921-ben 1008 lakosából 861 csehszlovák és 128 magyar volt.
1930-ban 1170 lakosából 35 magyar volt.

## Híres emberek
- Itt született 1737. szeptember 19-én Csánky Gábor piarista rendi tanár, hitszónok.
- Itt született 1785-ben Drnovszky Ferenc katolikus pap.
- Itt született 1826-ban Prileszky Tádé országgyűlési képviselő.[18]
- Itt született 1849. november 17-én Jeszenszky Alajos (szlovákul Alojz Jesenský) kanonok, címzetes apát, vikárius és numizmatikus.[19]
- Itt született 1857-ben Markhot Gyula politikus, Nyitra vármegye főispánja.
- Itt született 1885-ben Halák (Hadfi) János az 5. Radetzky huszárezred katonája, komáromi lovascsendőr.[20]

## Nevezetességei

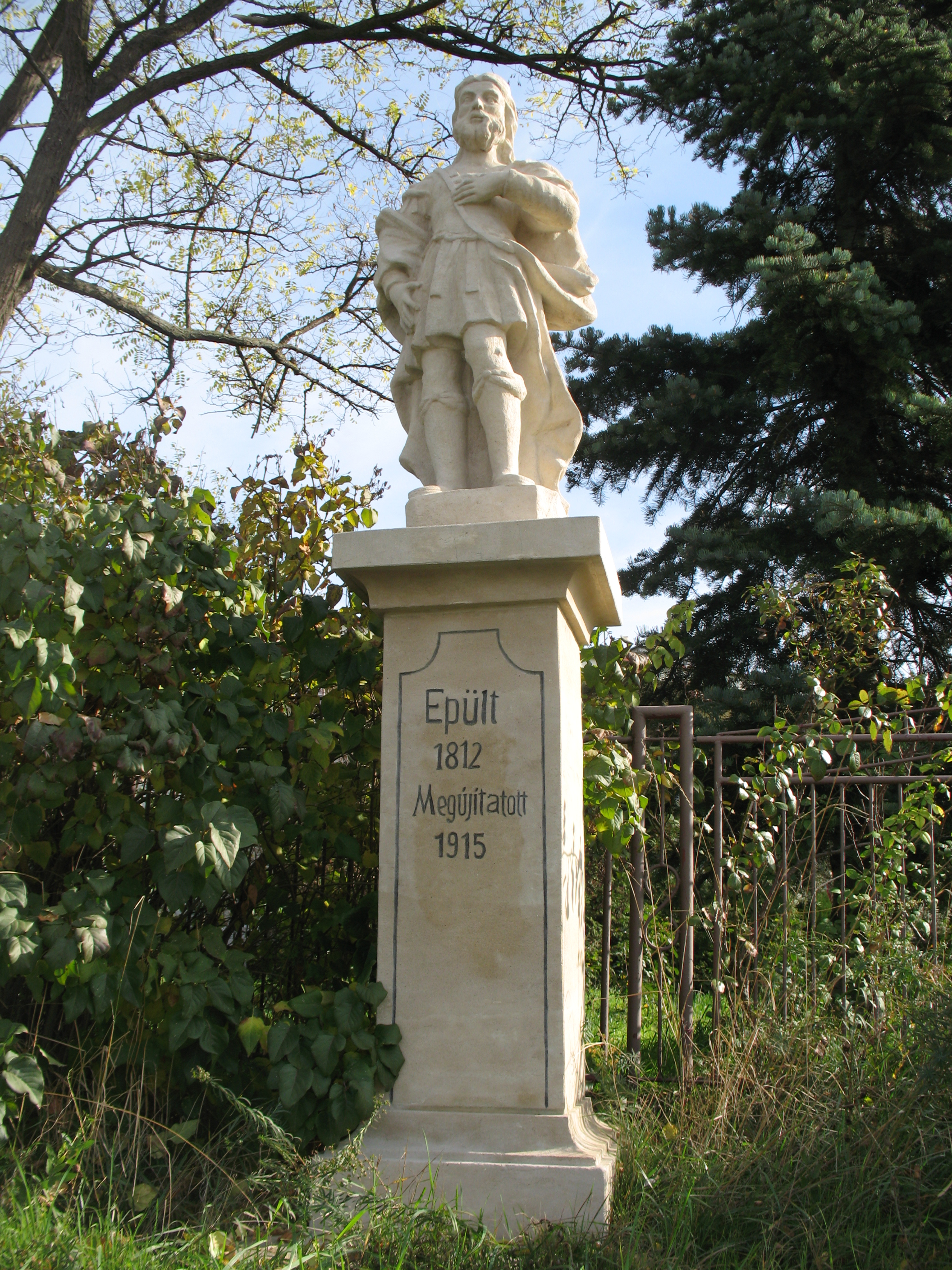
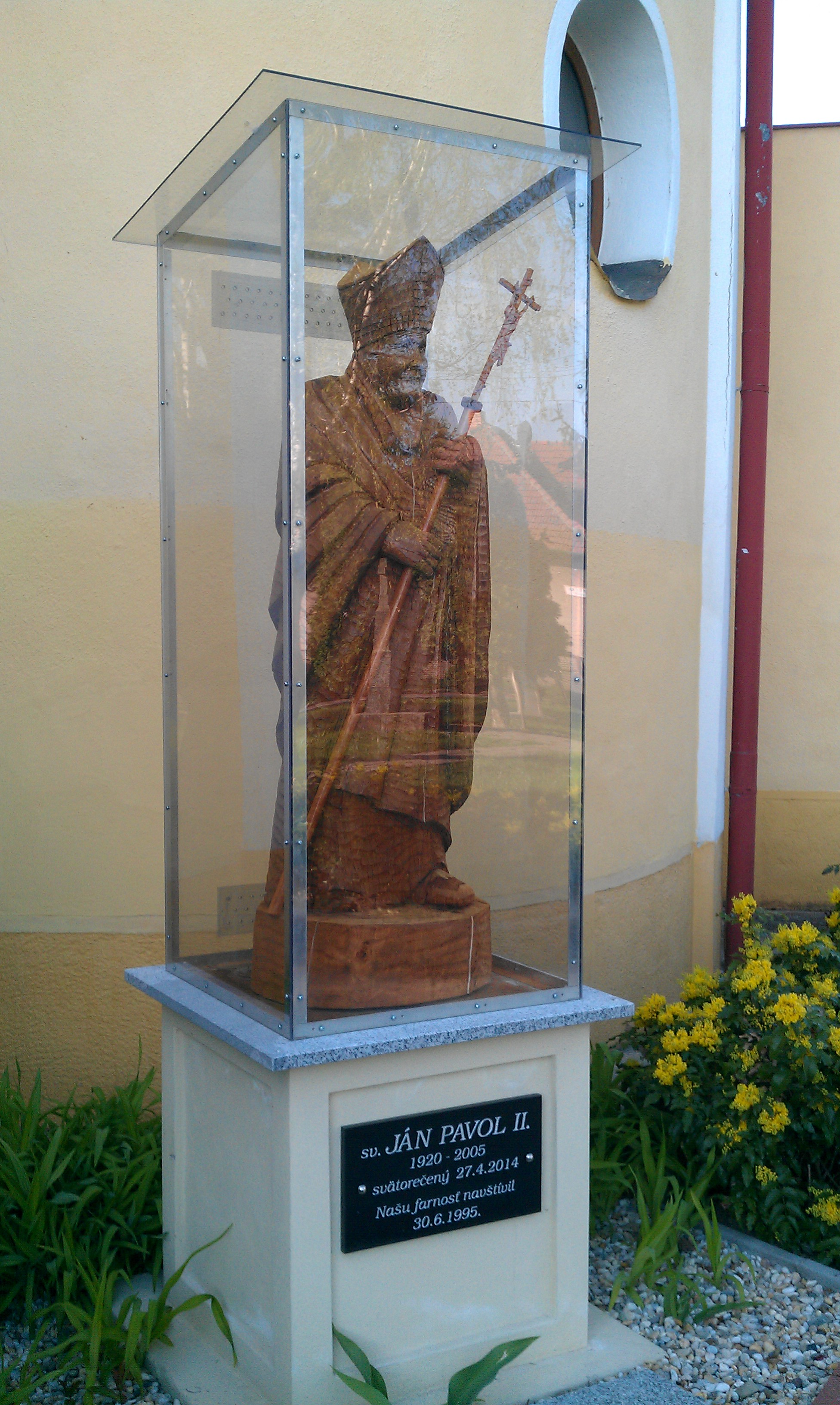
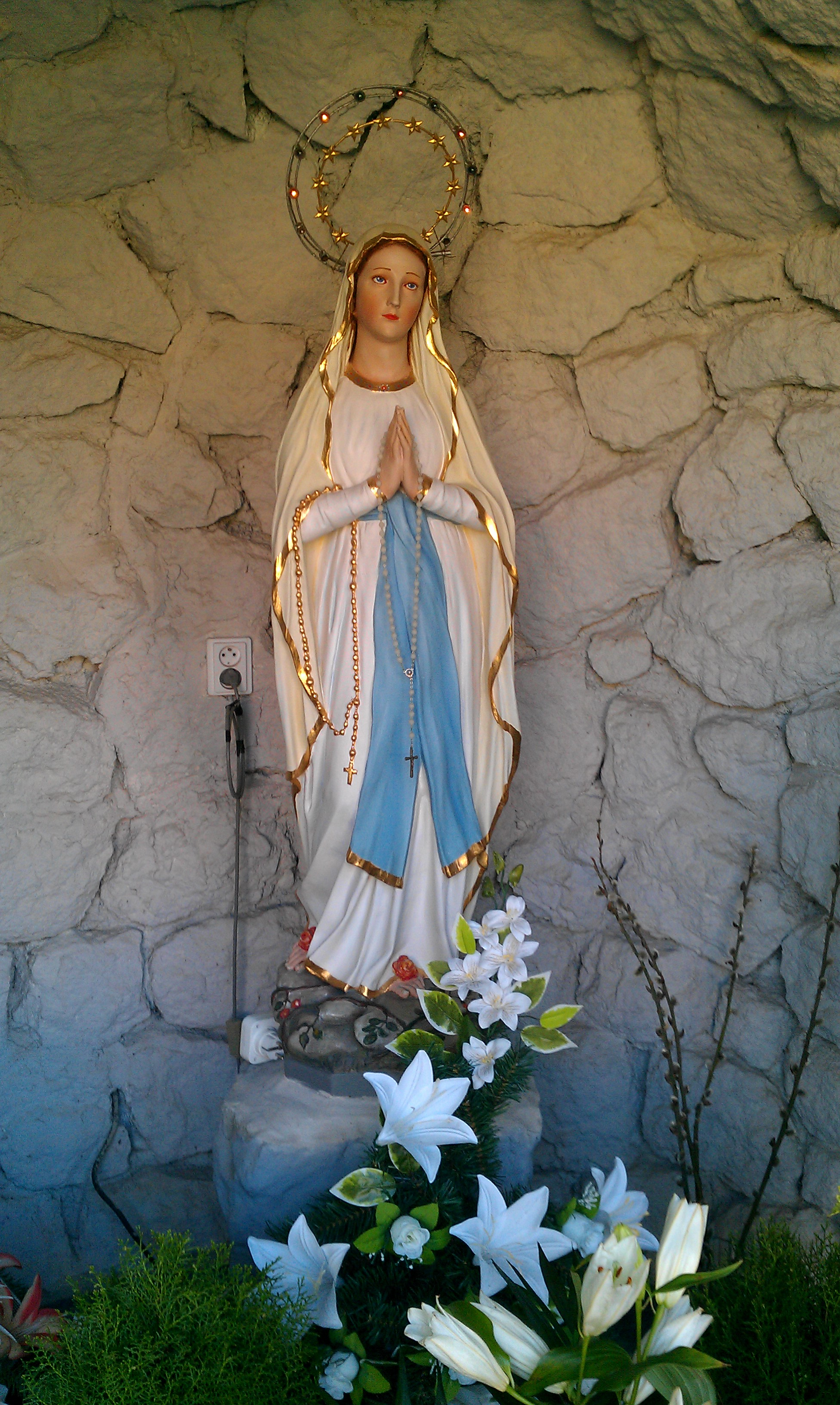
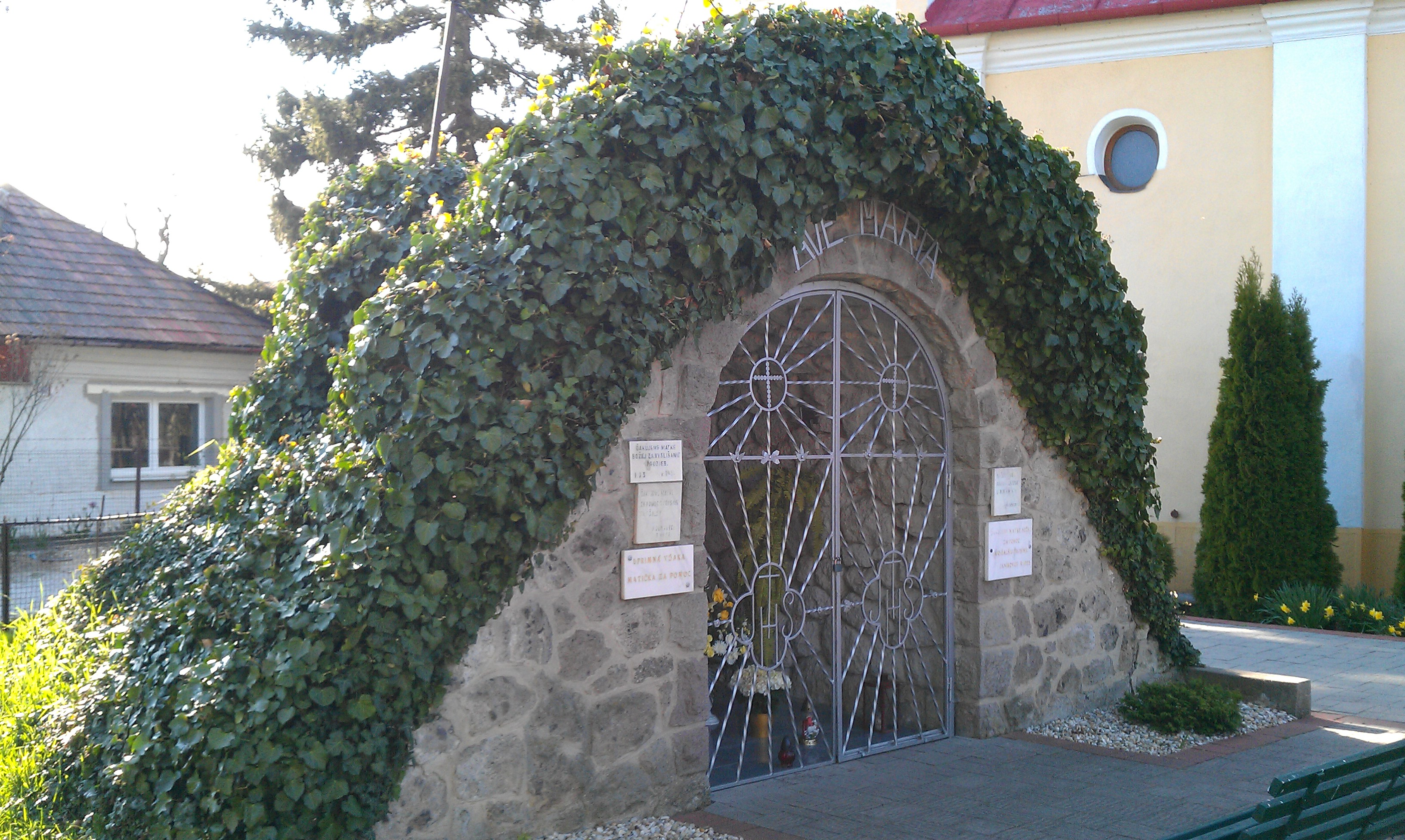
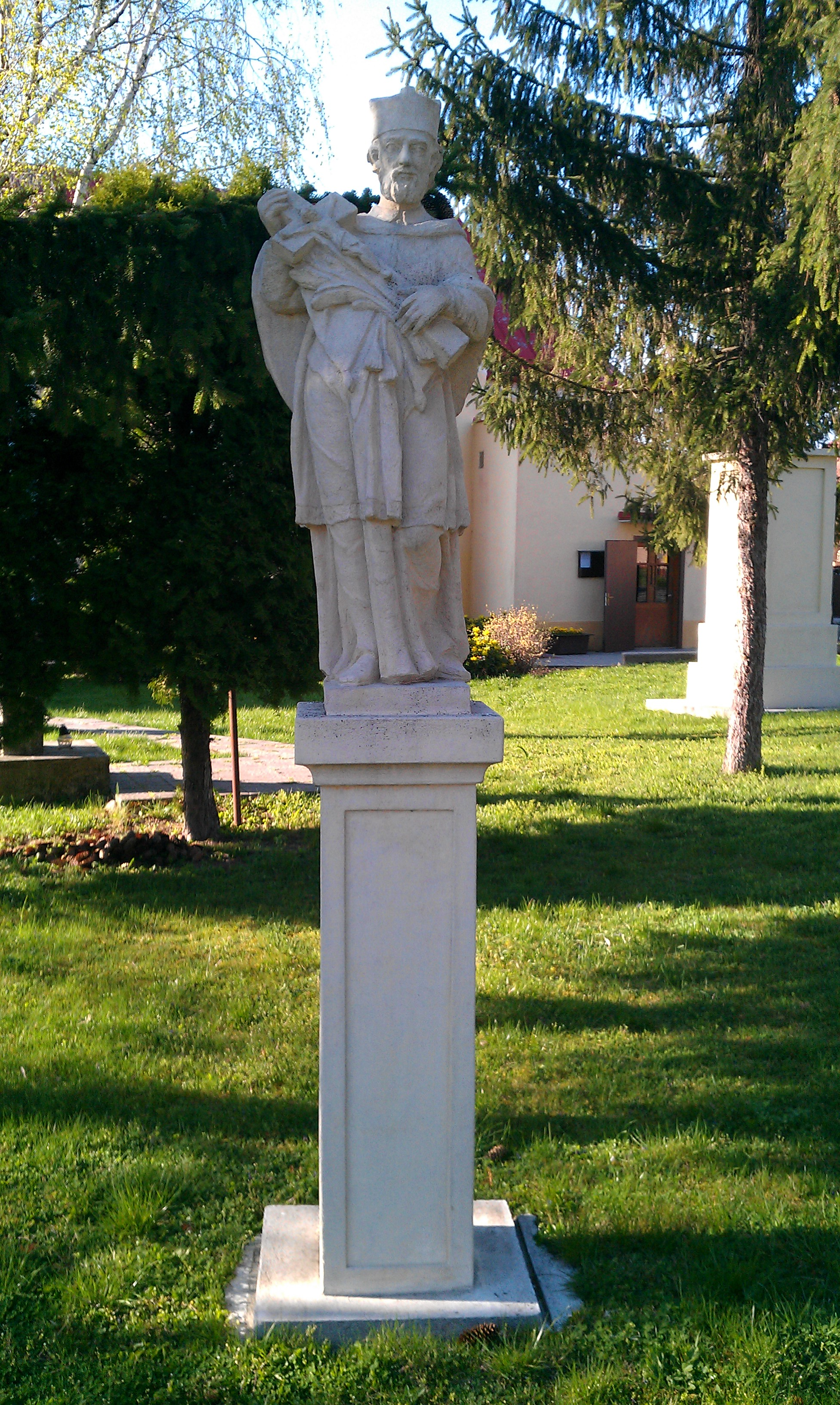
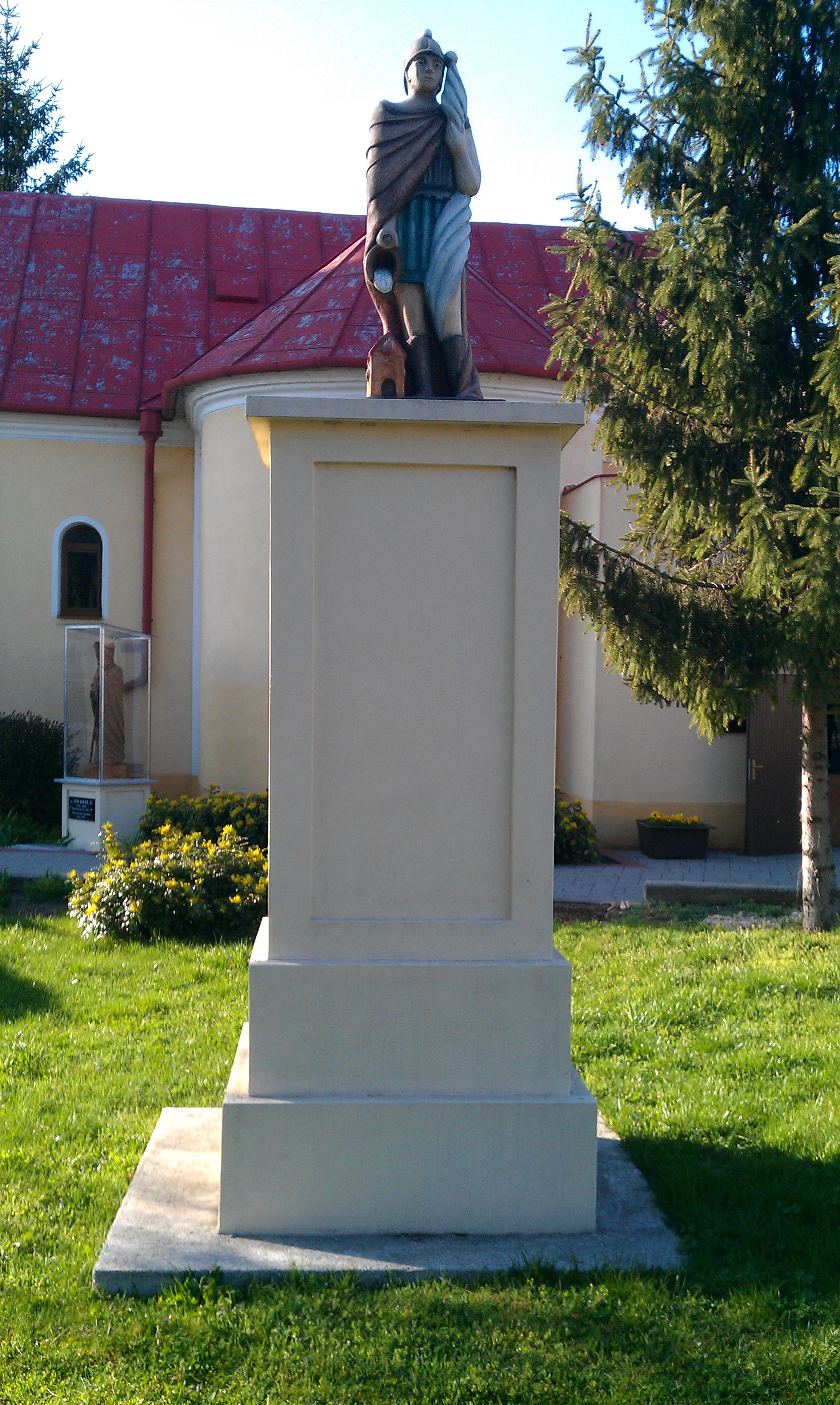

- Szent Péter és Pál apostoloknak szentelt, római katolikus temploma 1715-ben épült. 1814-ben és később is felújították. A templomban Mária Terézia által ajándékozott miseruha és 1766-ból származó zománcozott ezüst kehely volt.[21]

## Külső hivatkozások
- Nagyemőke Szlovákia térképén